# Trigla lyra
Trigla lyra is een straalvinnige vissensoort uit de familie van ponen (Triglidae), en is de enige soort in het geslacht Trigla. De wetenschappelijke naam is gepubliceerd in 1758 door Linnaeus in de tiende editie van Systema naturae.